# Pauschale
Eine Pauschale (abgeleitet von Bausch, „dickes Stück“, mhd.: busch, „Wulst, Gewölbtes“) ist ein Geldbetrag, durch den eine Leistung, die sich aus verschiedenen Einzelposten zusammensetzt, ohne Spezifizierung nach ihrem Durchschnittswert abgegolten wird.

## Begriffsgeschichte
Seit dem 19. Jahrhundert wird die Pauschale als Ausdruck einer ab- oder aufgerundeten Bezahlung im kaufmännischen Bereich verwendet. Daneben findet sich die Pauschale auch in der Amtssprache. In der österreichischen Rechtssprache wird dafür auch das Wort „Bauschbetrag“ verwendet.
Das Wort wird in Österreich auch mit sächlichem Geschlecht, als das Pauschale verwendet. Diese Verwendung findet sich vorrangig in den einschlägigen Wörterbüchern, sie wird aber auch als Ausnahme geschildert.

## Im Steuerrecht
Im Steuerwesen dient eine Pauschale in der Regel der Steuervereinfachung: Der Nachweis steuerlich abzugsfähiger Aufwendungen wird durch den Ansatz einer Pauschale erübrigt (z. B. der Nachweis von Fahrtkosten durch die Entfernungspauschale), dem Steuerpflichtigen bleibt die Sammlung und der Finanzverwaltung die Nachprüfung von Belegen erspart. Auch Steuern können in bestimmten Fällen ohne Berücksichtigung der persönlichen Verhältnisse mit einem Pauschalsteuersatz erhoben werden. Es kann von Pauschalen auch im Zusammenhang mit einer Einmalzahlung oder Sondervergütung gesprochen werden. Ein Beispiel sind Sozialhilfeleistungen, die etwa in Deutschland zum Teil durch Regelleistungen pauschal festgelegt werden. Pauschaltarife für Telekommunikations-Dienstleistungen wie Telefonie und Internetzugang haben auch das Wort Flatrate populär gemacht.

## Als Adjektiv oder Adverb
Bei einer Verwendung als Adjektiv oder Adverb
- ist das Wort pauschal oft negativ besetzt, z. B. wenn von Pauschalisierungen im Gegensatz zu einer differenzierten Betrachtungsweise die Rede ist.
- wird es z. B. im Kontext der DRG- bzw. PEPP- Krankenhausentgeltsysteme genutzt, wo demnach von pauschalierenden bzw. pauschalen Entgeltsystemen im Rahmen der Krankenhausfinanzierung gesprochen wird: Pauschalierend bedeutet auch in diesem Kontext, Einzelheiten zu vernachlässigen, es werden hier Preise für ICD-Gruppierungen benutzt  statt unterschiedlicher Einzelpreise je einzelner ICD. Somit sind dort für jeweils eine Entgelthöhe verschiedene ICDs/ICD-Kombinationen zusammengefasst und damit wird hier eine vereinfachte Gesamtschau vorgefunden.

## Weitere Kontexte und Bedeutungen
- Als Pauschaltarif bezeichnet man die Abrechnung einer Leistung zu einem festen Preis, unabhängig von der tatsächlichen Dauer oder Häufigkeit der Nutzung. Für Kunden mit einer absehbaren Überschreitung einer bestimmten Nutzungsschwelle bedeutet der Pauschaltarif eine Kostenersparnis. Der Vorteil für den Anbieter ist ein geringerer Verwaltungsaufwand und in vielen Fällen eine höhere Kundenbindung.
- Unter Pauschalurlaub versteht man im Allgemeinen, dass alle Teilleistungen des Urlaubs wie die Anreise, die Unterkunft, der Gepäcktransport und die Mahlzeiten vorab gebucht und im Preis enthalten sind, die Urlaubskosten somit komplett abgedeckt sind und die Einzelbeträge zur Vereinfachung nicht getrennt abgerechnet werden.
- Als Pauschalierung (im Gegensatz zu Pauschalisierung) bezeichnet man den Ersatz der Abrechnung über Einzelpreise für Teilleistungen durch einen Pauschalbetrag für alle Teilleistungen. So werden z. B. im Bauwesen Angebote für Bauleistungen nach Mengen (z. B. Quadratmeter Mauerwerk) für bestimmte Teilleistungen erstellt oder Aufträge zum Pauschalpreis ausgeschrieben. Der Aufwand für Aufmaßerstellung und Aufmaßprüfung nach Auftragsvergabe entfällt bei Pauschalvergabe für Auftraggeber und Auftragnehmer.
- Eine umgangssprachliche Ableitung wird vielfach in der Wendung „in Bausch und Bogen“ gesehen.